# الإدارة المركزية للشرطة القضائية الفرنسية
الإدارة المركزية للشرطة القضائية الفرنسية (بالفرنسية: La direction centrale de la Police judiciaire )‏، هي واحدة من الإدارات الفعالة للإدارة العامة للشرطة الوطنية الفرنسية التابعة لوزارة الداخلية الفرنسية.

## تاريخ
الشرطة القضائية الفرنسية اُسست سنة 1907، في زمان الجمهورية الفرنسية الثالثة، بإرادة جورج كليمنصو، رئيس المجلس الفرنسي ووزير الداخلية، رأيا إعطاء فرنسا «شرطة مسؤولة عن مساعدة السلطة القضائية في عقوبات الجرائم والمخالفات».